# Brad Turner (Jazzmusiker)

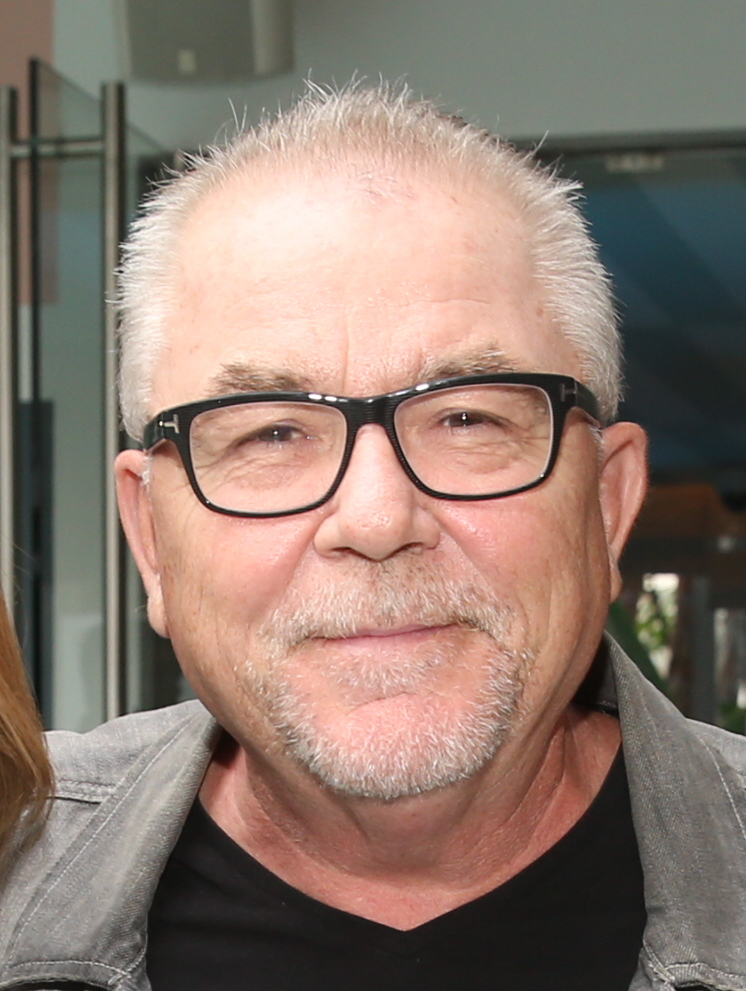
Brad Turner (2018)

Brad Turner (* 29. Januar 1967 in Langley City) ist ein kanadischer Jazzmusiker. Der Multiinstrumentalist betätigt sich als Trompeter, Pianist, und Schlagzeuger; weiterhin komponiert er.

## Wirken
Turner ist einer der prominentesten Jazzmusiker Kanadas. Bereits 1979 trat er mit Rob McConnell auf. Er arbeitete mit Musikern wie Joe Lovano, Kenny Wheeler, Michael Moore, Renee Rosnes, Achim Kaufmann, John Scofield, Ingrid Jensen, Mike Murley, Mark Helias, Charles McPherson, François Houle (Cryptology, 2000), Peggy Lee und Gary Bartz zusammen und leitet zwei eigene Formationen: das Brad Turner Quartet (mit Bruno Hubert, André Lachance und Dylan van der Schyff) und das Brad Turner Trio (mit Darren Radke und Bernie Arai). Weiterhin spielte er seit 1996 mit Metalwood Electric Jazz und mit dem Gitarristen David Blake. Er lehrt an der Capilano University.
Als Coleader gewann er mit der Gruppe Metalwood 1997 und 1998 den Juno Award für das beste Jazzalbum des Jahres; 2017 folgte ein weiterer Juno Award mit dieser Band. Weiter wurde er mit den National Jazz Awards als Trompeter des Jahres (1999), Komponist des Jahres (2000 und 2002) und Musiker des Jahres (2005) ausgezeichnet. 2008 erhielt er die Auszeichnung als Trompeter und Musikproduzent des Jahres.

## Diskographische Hinweise
- Brad Turner Quartet There and Back, 1998
- Brad Turner Quartet Live at the Cellar (mit Seamus Blake), 1999
- Brad Turner Trio Question the Answer, 2004
- Brad Turner Quartet What Is, 2005
- Brad Turner Quartet Small Wonder, 2008
- Brad Turner Quartet It’s That Time , 2011
- Brad Turner Trio Here Now, 2015
- Brad Turner Quintet: The Magnificent (2023)